# Choristostigma roseopennalis
Choristostigma roseopennalis là một loài bướm đêm trong họ Crambidae.